# Marie-Pierre Farkas
Pour les articles homonymes, voir Farkas.
Marie-Pierre Farkas, née le 27 mai 1953, est journaliste surtout de télévision. Elle est auteur et scénariste de bande dessinée. Elle est dirigeante de Doc of the Bay. 

## Biographie
En 1999, elle est responsable des infos générales à France-Soir, avant de rentrer à France 2, d'abord comme adjointe du service des infos générales, puis rédactrice en chef du journal de 13h , puis chef du service société. Depuis 2007, elle participe au magazine 13h15 le samedi de Laurent Delahousse et Jean-Michel Carpentier. Elle est aujourd'hui présidente de la société de production Doc of The Bay. 
Elle réalise et produit des documentaires pour la télévision.

## Ouvrages
- Deux hommes une planche et l'atlantique, Marie-Pierre Farkas, Thierry Caroni, Frédéric Beauchene, Éditions Arthaud, 1985
- Gérard Boudin : Peintre nuagiste, Marie-Pierre Farkas, Gérard Boudin, André Ruellan, 1998
- Le souffle des marquises, Tome 1, Marie-Pierre Farkas et Muriel Bloch, Éditions Naïve, 2008  (ISBN 978-2-350211-04-6)
- Le souffle des marquises, Tome 2 : Le swing des marquises, Marie-Pierre Farkas et Muriel Bloch, Éditions Naïve, 2008  (ISBN 978-2-350211-62-6)
- Le souffle des marquises, Tome 3 : La samba des marquises, Marie-Pierre Farkas et Muriel Bloch, Éditions Naïve, 2010  (ISBN 978-2-350211-97-8)
- Françoise Dolto, Marie-Pierre Farkas et Mariane Ratier, Éditions Naïve, 2011  (ISBN 978-2-350212-59-3)
- La saga des marquises, Marie-Pierre Farkas et Muriel Bloch, Éditions Actes Sud Collection Helium, 2018  (ISBN 978-2-330102-75-3)

## Famille
Marie-Pierre Farkas est la fille de Jean-Pierre Farkas , journaliste et  rédacteur en chef des informations à RTL.

Elle est la mère de Julien Beaumont, Martin Bureau et Valentine Bureau. Mariée depuis 2015 à Alexandre Marcellin.